# Víctor Espárrago
Víctor Rodolfo Espárrago Videla (født 6. oktober 1944 i Montevideo, Uruguay) er en uruguayansk tidligere fodboldspiller (midtbane) og -træner.
Espárrago spillede gennem sin karriere 40 kampe og scorede ét mål for Uruguays landshold. Han var en del af den landets trup til både VM 1966 i England, VM 1970 i Mexico, samt VM 1974 i Vesttyskland.
På klubplan spillede Espárrago blandt andet for Nacional og Danubio i hjemlandet, samt for Sevilla og Recreativo i Spanien.